# Anthony Blake
José Luis González Panizo, conocido artísticamente como Anthony Blake (Oviedo, 21 de junio de 1955)es un mentalista, ilusionista, escritor y conferenciante español.

## Trayectoria
Miembro de una familia de joyeros ovetenses. Con 7 años descubrió la magia a través de una caja de Magia Borrás. Estudió la carrera de Medicina, aunque abandonó los estudios para dedicarse a la magia. Blake recibió consejos de magia del mago Juan Tamariz.
Ha colaborado en diversos programas de televisión tales como Un, dos, tres... responda otra vez en TVE, Crónicas marcianas en Telecinco, De domingo a domingo y Otra dimensión en Antena 3, y El programa de Carlos Herrera en Canal Sur. En 2007 protagonizó el programa Blake. Desde 2017 colabora como jurado en el talent show de TVE, Pura magia.
Uno de sus trucos más conocidos tuvo lugar en 2002, cuando aseguró ser capaz de adivinar el número ganador del Gordo de la Lotería de Navidad. Para ello escribió su predicción en un papel seis días antes de la celebración del sorteo y lo guardó dentro de una urna. El número ganador resultó ser el 08103, que coincidió con la predicción de Blake. Fuentes internas de Antena 3 postularon que Blake se habría valido de un enano escondido debajo de la urna para simular el éxito de su predicción, hecho que no ha sido desmentido y del que no existen pruebas para comprobarlo. Repitió su truco durante las elecciones generales de 2016, prediciendo cuántos diputados obtendría cada partido político.

## Obra
- 2001 - Tu Poder Intuitivo. ISBN 978842702674.[12]

- 2006 - Lo que sé del más allá. ISBN 9788448047405.[13]

## Premios
En 2004 recibió el Premio Dunninger por parte de la Psychic Entertainers Association como reconocimiento a su trabajo como mentalista.